# NGC 5745
NGC 5745 é uma galáxia espiral na direção da constelação de Libra. O objeto foi descoberto pelo astrônomo John Herschel em 1836, usando um telescópio refletor com abertura de 18,7 polegadas. Devido a sua moderada magnitude aparente (+13,4), é visível apenas com telescópios amadores ou com equipamentos superiores.